# Ginglymostoma
Ginglymostoma ist eine Gattung der Haie in der Familie der Ammenhaie (Ginglymostomatidae). Die Arten kommen im Westatlantik und Ostpazifik vor.

## Merkmale
Ginglymostoma sind torpedoförmige (semifusiforme) Ammenhaie mit breit gebogenen Kiefer. Ihre seitlich zum Rücken hin (dorsolateral) gelegenen Augen sind klein. Die Nasenlöcher befinden sich fast endständig an der Schnauze, die moderat langen Nasalbarteln reichen bis hinter das Maul. Die Rückenflossen sind an den Spitzen gerundet. Die erste Rückenflosse beginnt etwa über, leicht vor oder leicht hinter der Bauchflosse, die zweite Rückenflosse ist deutlich kleiner als erste Rückenflosse. Die Brustflossen sind breit, abgerundet-eckig bei jungen und fast sichelförmig bei großen Exemplaren, die Spitzen sind gerundet. Die Bauchflossen sind rundlich bei Jungtieren, bei adulten Tieren auch kantig. Die Afterflosse ist deutlich kleiner als die zweite Rückenflosse und ebenfalls an der Spitze gerundet. Die Schwanzflosse ist lang, die Länge des Randes des dorsalen Flossenlappen erreicht bei adulten Tieren über 25 % der Gesamtlänge. Der ventrale Flossenlappen fehlt bei Jungtieren und ist bei adulten Tieren nur schwach entwickelt. Die Gesamtanzahl der Wirbel beträgt 168 bis 175.

## Arten
Ginglymostoma umfasst lediglich zwei Arten:
- Atlantischer Ammenhai (Ginglymostoma cirratum ([[Pierre Joseph Bonnaterre|Bonnaterre]], 1788))
- Ginglymostoma unami Del-Moral-Flores, Ramírez-Antonio, Angulo & Pérez-Ponce de León, 2015

## Forschungsgeschichte
Die Erstbeschreibung der Gattung von Müller und Henle erschien 1837 in Monatsberichte der Königlich Preussischen Akademie der Wissenschaften zu Berlin noch ohne die Nennung zugehöriger Arten. Erst 1838 in Systematische Beschreibung der Plagiostomen ordneten sie der Gattung die Arten Ginglymostoma concolor (Syn. von Nebrius ferrugineus) und Ginglymostoma cirratum zu. Ginglymostoma cirratum wurde nachträglich als Typusart benannt.